# Graphium morania
Graphium morania är en fjärilsart som först beskrevs av George French Angas 1849.  Graphium morania ingår i släktet Graphium och familjen riddarfjärilar. Inga underarter finns listade i Catalogue of Life.

## Bildgalleri

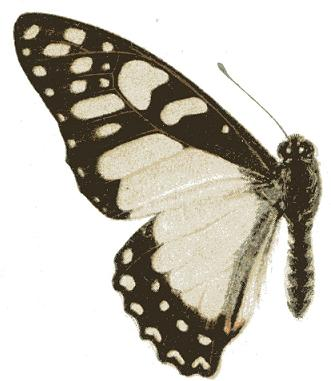
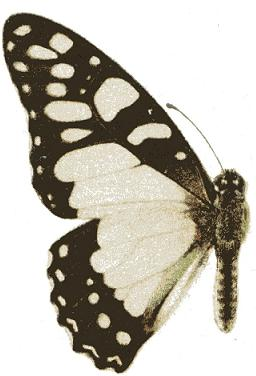
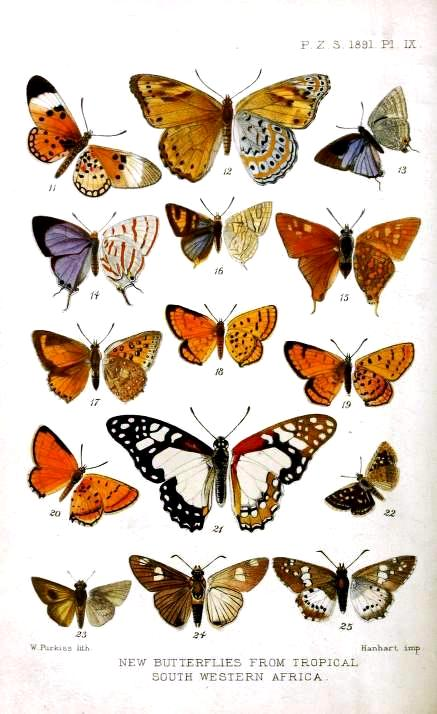
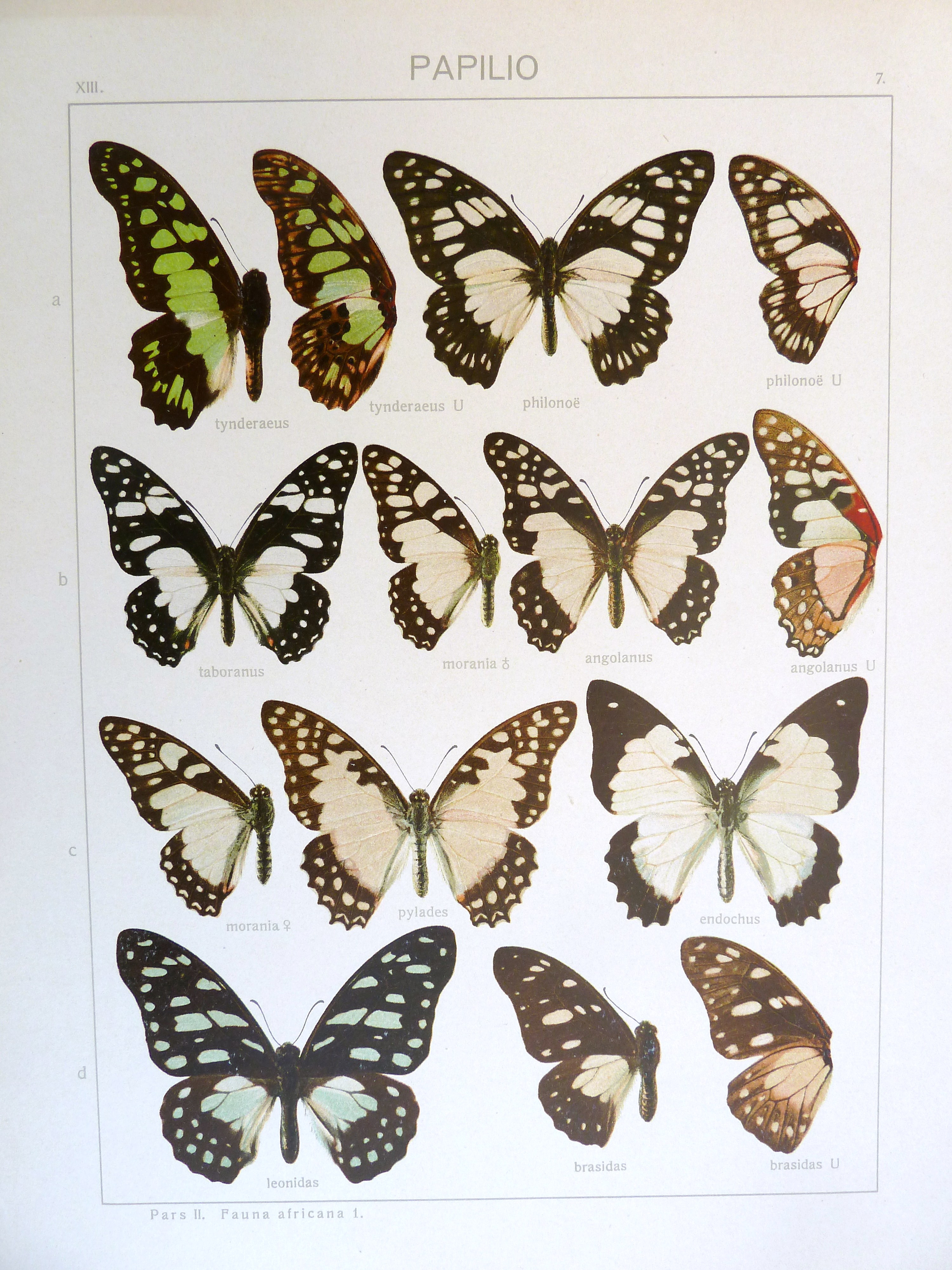